# Młody Dron
Młody Dron, dawniej Meat, właściwie Stefan Szwed-Strużyński – polski grafik, grafficiarz, malarz, raper i autor tekstów, znany z działalności w zespole Hewra i kolektywie HEWRA MOBBYN, były członek grupy JWP.

## Życiorys
Szwed-Strużyński zaangażowany był w sztukę uliczną i graffiti od lat dziewięćdziesiątych XX wieku, współtworząc również takie formacje grafficiarskie, jak JWP, TNA, WTK i IFCC.
W 2013 roku wziął udział w akcji promocyjnej sieci gastronomicznej McDonald’s, w ramach której przez kilka dni, dwa razy dziennie wykonywał kredą na tablicy wielkości billboardu nową reklamę menu – o przedsięwzięciu pisał nawet branżowy magazyn amerykański „Adweek”. Szeroko komentowany w mediach branży reklamowej projekt uzyskał trzy nominacje do nagrody Cannes Lions.
Pomimo wieloletnich związków ze środowiskiem hip-hopowym, Meat przez wiele lat Meat stronił od rapowania, do którego przekonywał się stopniowo. Swój debiut wokalny (jeszcze jako Meat) zaliczył w utworze „Egzekucyjny pluton” Siwersa, z jego albumu Bez ceregieli, wydanego w 2013 roku. W tym samym roku dwaj byli członkowie JWP, producent Kuba O. i raper Foster postanowili założyć zespół Hewra, początkowo jako duet, do którego zaprosili Szweda-Strużyńskiego jako trzeciego członka. To właśnie Kuba O. odpowiedzialny był za zaproponowanie mu używania szeregu efektów wokalnych i Auto-Tune'a, które stały się znakiem rozpoznawczym jego działalności pod nowym pseudonimem, „Młody Dron”. Charakterystyczny styl Młodego Drona dziennikarz muzyczny Marcin Flint opisał jako bliższy performensowi, w którym otrzymuje się „postać, wizerunek, choreografię, próbkę stylu bycia”, a raper „wypełnia numer swoją osobowością, może nucić, błaznować, dopowiadać, raczej nie jest rozliczany z tekstu”.
W 2019 roku Hewra wystąpiła w pełnym składzie na albumie Wojtek Sokół Sokoła, w utworze „I tak i nie”, a Młody Dron, oprócz udziału wokalnego, wykonał towarzyszącą mu w formie teledysku animację. Nagranie pokryło się złotem.
W 2021 roku magazyn „Newonce” umieścił Młodego Drona na czterdziestym czwartym miejscu w zestawieniu „najbardziej zwariowanych postaci w historii polskiego rapu”, charakteryzując go jako „postać, która istnieje naprawdę, choć właściwie mógłby ją napisać Bruno Schulz, gdyby tylko miał w Drohobyczu dostęp do mefedronu”. Rok później uzyskał nominację do nagrody Lech Polish Hip-Hop Music Award, w kategorii „Singiel roku”, za nagrany z Kazem Bałagane „Blueface”.
W 2024 roku w przestrzeni medialnej pojawiły się kontrowersyjne nagrania, przedstawiające grupę drillowców pod przewodnictwem rapera „OG Enzo” atakującą Młodego Drona pod jednym z warszawskich spotów grafficiarskich – w napadzie wykorzystano również broń gazową, którą oddano strzały w kierunku artysty.
Prace Szweda-Strużyńskiego eksponowane były m.in. na wystawie „Dzika grafika. Pół wieku ulicznej dywersji wizualnej w Polsce 1967–2017”, organizowanej przez Muzeum Plakatu w Wilanowie oraz „Urban Art Gallery” Centrum Praskiego Koneser. Jego aktywność na polu grafiki obejmowała również projektowanie okładek i szat graficznych albumów, takich jak seria Prosto Mixtape wydawnictwa Prosto, czy Karty SIM grupy RH-.

## Dyskografia

### Kompilacje
| Album                        | Dane                                            | Uwagi                            | Przypisy |
| ---------------------------- | ----------------------------------------------- | -------------------------------- | -------- |
| HEWRA/MOBBYN.rar             | - data: 2016 - wydawca: wydanie własne          | z HEWRA MOBBYN, członek formacji | [ 18 ]   |
| Made in Hewra (2016, vol. 1) | - data: 21 marca 2021 - wydawca: wydanie własne | z Hewrą, członek formacji        | [ 19 ]   |

### Występy gościnne
Źródła.
| Rok  | Album                                      | Utwór |
| ---- | ------------------------------------------ | --- |
| 2013 | Siwers – Bez ceregieli                     | „Egzekucyjny pluton” (gościnnie: Miki, Łysol, Bzyker, Ero, Foster, Pih, Kosi, Meat) |
| 2016 | Kaz Bałagane – Hugo Bucc 2                 | „Tutej” (gościnnie: Foster, Młody Dron) |
| 2017 | Mobbyn – Mobbyn                            | Młody Dron, Don Poldon, Belmondo – „Harry Pothed” Belmondo, Młody Dron – „Bezkitu” Oyche Doniz, Młody Dron, Belmondo – „Rokenrolla” Kaz Bałagane, Oyche Doniz, Młody Dron, Amen Pacierzu, Belmondo – „Serengeti” Młody Dron, Belmondo, Amen Pacierzu – „Młyn” |
| 2018 | Kaz Bałagane – Chleb i miód                | „Lautpak” (gościnnie: Gicik A’Mane, Młody Dron) |
| 2018 | Szamz, Swizzy Beats – Wiertara Mixtape     | „Jak Keef” (gościnnie: Maxx Gimb, Młody Dron) |
| 2020 | Ozzy Baby – Booshkee & Rooshkee            | „Drip'n'drill” (gościnnie: Sqner, Młody Dron) |
| 2021 | PRO8L3M – Fight Club                       | „The End Fin Esc Abort” (gościnnie: Młody Dron, Szamz) |
| 2021 | Mlodyskiny – CHUDY                         | „LATARYNKA” (gościnnie: Hewra, Młody Dron, Ozzy Baby, Sami, Szamz) |
| 2021 | Ozzy Baby – Purple Sav                     | „Paczki” (gościnnie: Młody Dron) |
| 2021 | Kaz Bałagane – Cock.0z Mixtape             | „Blueface” (gościnnie: Młody Dron) |
| 2021 | Chris Carson, DJ Soina – Olimp             | „Buszek” (gościnnie: Młody Dron, Dr AP) |
| 2021 | Kaz Bałagane – Narkopop: Złota edycja 2021 | „Pokoje” (gościnnie: Młody Dron) |
| 2022 | Łajzol – Łajzol Serious                    | „Familia Geng” (gościnnie: Młody Dron) |
| 2022 | 1988 – Ruleta                              | „Noc” (gościnnie: Don Poldon, Młody Dron) |
| 2022 | 1988, DJ Zeten – Ruleta Hardcore           | „Noc” (gościnnie: Don Poldon, Młody Dron) |
| 2023 | Ozzy Baby – Playmaker                      | „Playmaker” (gościnnie: Młody Dron) „SZCZOTKA, PASTA” (gościnnie: Młody Dron, Uglyassocho) |
| 2023 | Kobik – Soulja Life/Małopolski Stan        | „Storm” (gościnnie: Młody Dron, Ozzy Baby) |
| 2024 | Don Poldon – Good Guy                      | „Klavvo” (gościnnie: Młody Dron) „Huodnik2020” (gościnnie: Młody Dron) „Hayabusa” (gościnnie: Młody Dron) |

### Oprawa graficzna
Źródła.
| Rok  | Album                         |
| ---- | ----------------------------- |
| 2006 | Prosto Mixtape Deszczu Strugi |
| 2010 | Prosto Mixtape 600V           |
| 2012 | Prosto Mixtape Kebs           |
| 2014 | RH- – Karty SIM               |
| 2017 | Siwers – Huśtawki             |
| 2017 | JWP/BC – 20                   |